# کوسوریتسه
کوسوریتسه (به چکی: Kosořice) یک منطقهٔ مسکونی در جمهوری چک است که در ناحیه ملادا بولسلاو واقع شده‌است.